# Cori Morris
Corinne Cori Morris, z domu Bartel (ur. 21 czerwca 1971 w Humboldt, Saskatchewan) – kanadyjska curlerka, srebrna medalistka Zimowych Igrzysk Olimpijskich 2010. Reprezentuje Calgary Winter Club, w latach 2005-2011 grała jako otwierająca u Cheryl Bernard. Obecnie zagrywa pierwsze kamienie w ekipie Susan O’Connor.

## Kariera
W 1998 Morris mieszkała w Ontario i uczestniczyła jako rezerwowa w ekipie Cheryl McBain w tamtejszych prowincjonalnych eliminacjach do Tournament of Hearts. Później przeprowadziła się do Alberty, gdzie mieszka do dzisiaj.
Morris do zespołu Bernard dołączyła w 2005, wcześniej grała z Heather Rankin. W 2007 i 2009 wygrała mistrzostwa Alberty i reprezentowała prowincję na mistrzostwach kraju. Na Scotties Tournament of Hearts 2007 po jednym wygranym i przegranym meczu dogrywkowym Albertę sklasyfikowano na 5. miejscu. W następnym występie zajęła 7. miejsce.
Wraz z całą drużyną Bernard Morris w sezonie 2006/2007 została sklasyfikowana na 4. miejscu w rankingu CTRS, sezon później była to 6. a w 2009/2010 ponownie 4. lokata.
W 2009 Morris rywalizowała w Canadian Olympic Curling Trials 2009, w finale pokonała 6:7 drużynę Shannon Kleibrink. W 2010 reprezentowała Kanadę na ZIO, gospodynie dotarły do finału, gdzie przegrały przeciwko Szwedkom (Anette Norberg) 6:7.
Po sezonie 2010/2011 Morris i Darbyshire postanowiły opuścić olimpijski zespół i utworzyć własne drużyny. Sezon później dołączyła do zespołu Dany Ferguson, w 2012 grała w ekipie Jessie Kaufman. Na Scotties Tournament of Hearts 2013 dołączyła jako rezerwowa do zespołu Heather Nedohin, który bronił tytułów mistrzowskich wywalczonych rok wcześniej. Ostatecznie zawodniczki uplasowały się na 4. miejscu.
Morris uczestniczyła w kwalifikacjach olimpijskich 2013 jako rezerwowa w drużynie Stefanie Lawton, która z dwoma wygranymi meczami uplasowała się na 7. miejscu.

### Wielki Szlem
| Turniej                | 2006/2007 | 2007/2008 | 2008/2009 | 2009/2010 | 2010/2011 | 2011/2012 | 2012/2013 | 2014/2015 |
| ---------------------- | --------- | --------- | --------- | --------- | --------- | --------- | --------- | --------- |
| Autumn Gold            | SF        | x         | F         | QF        | QF        | QF        | A         | x         |
| Manitoba Lotteries     | x         | SF        | QF        | QF        | x         | x         | A         | A*        |
| Colonial Square        | ?*        | ?*        | A*        | ?*        | A*        | A*        | A         | A         |
| Masters                | ?*        | ?*        | ?*        | ?*        | A*        | A*        | A         | A         |
| Canadian Open          | —         | —         | —         | —         | —         | —         | —         |           |
| Players’ Championships | SF        | SF        | SF        | W         | QF        | A         | SF        |           |

| —  | = turniej nie odbył się                          |
| A  | = nie uczestniczyła                              |
| x  | = nie zakwalifikowała się do fazy finałowej      |
| QF | = ćwierćfinał                                    |
| SF | = półfinał                                       |
| F  | = finał                                          |
| W  | = zwycięstwo                                     |
| *  | = turniej niezaliczany do cyklu Wielkiego Szlema |

### Nierozgrywane
| Turniej               | 2006/2007 | 2007/2008 | 2008/2009 | 2009/2010 | 2010/2011 |
| --------------------- | --------- | --------- | --------- | --------- | --------- |
| Wayden Transportation | QF        | x         | SF        | —         | —         |
| Sobeys Slam           | —         | x         | x         | —         | A         |

### Drużyna
|           | Czwarta        | Trzecia          | Druga              | Otwierająca |
| --------- | -------------- | ---------------- | ------------------ | ----------- |
| 2014/2015 | Susan O’Connor | Lawnie MacDonald | Denise Kinghorn    | Cori Morris |
| 2012/2013 | Jessie Kaufman | Nicky Kaufman    | Kelly Erickson     | Cori Morris |
| 2011/2012 | Dana Ferguson  | Nikki Smith      | Denise Kinghorn    | Cori Morris |
| 2005/2011 | Cheryl Bernard | Susan O’Connor   | Carolyn Darbyshire | Cori Morris |
| 2004/2005 | Heather Rankin | Heather Bedard   | Denise Kinghorn    | Cori Morris |

## CTRS
Pozycje drużyn Cori Morris w rankingu CTRS:
- 2012−2013 – 15.
- 2011–2012 – 14.
- 2010–2011 – 8.
- 2009–2010 – 2.
- 2008–2009 – 4.
- 2007–2008 – 6.
- 2006–2007 – 4.

## Życie prywatne
Bartel dorastała w Lanigan, ukończyła Lanigan Central High School a później Uniwersytet Ottawy, gdzie uzyskała bachelor's degree z politologii. W 2010 wyszła za mąż za Seana Morrisa, mieszka w Calgary.